# Fortaleza C. E. I. F.
Fortaleza C.E.I.F é uma equipe de futebol colombiano sediado em Bogotá, e atualmente joga Categoría Primera A, a primeira divisão do futebol colombiano. O time já conseguiu o acesso pra Categoría Primera A três vezes, em 2013, 2015 e 2023. Entre 2018 e 2020, mandaram seus jogos no Estadio Municipal de Cota, depois se transferiram para o Estadio Metropolitano de Techo em Bogotá.

## História
O clube foi fundado em 15 de novembro de 2010 como Fortaleza F.C., sediado no município de Soacha. O clube entrou na Categoría Primera B após comprar a vaga do recém dissolvido Atlético Juventud.
Na Categoría Primera B de 2013, o time foi campeão do Torneio Finalización, que classificou eles para a final contra o Uniautónoma. O time perdeu o título, perdendo o primeiro jogo em casa pelo placar de 2-0 e empatando o segundo jogo fora por 1-1. Mesmo perdendo a equipe conseguiu o acesso para Categoría Primera A, após vencer o play-off de acesso contra o Cúcuta Deportivo por 2-1 no agregado.
Fortaleza foi rebaixado em primeiro ano na Primeira Divisão. O clube terminou em 16 lugar no Torneio Apertura e em 13 lugar no Torneio Finalización, sendo o pior colocado na tabela de rebaixamento.
Em 2015, o clube foi renomeado para Fortaleza C.E.I.F. após se juntar com um clube amador chamado C.E.I.F. (Centro de Entrenamiento Integrado para el Fútbol), fundado em 2008. Nessa temporada, o clube conseguiu o acesso após chegar as finais, porém perdeu o título para o Atlético Bucaramanga por 2-0 no placar agregado. A segunda temporada do Fortaleza C.E.I.F na Primeira Divisão Colombiana foi dura, acabou sendo rebaixado três rodadas antes do final do campeonato, após perder para o Patriotas em 22 de Outubro de 2016.
Após duas temporadas de meio de tabela, o Fortaleza lutou para subir novamente na temporada 2019, chegou até as semi-finais do Torneo II, porém foi eliminado nessa fase pelo Boyacá Chicó, e foi um sério candidato a chegar a fase final da Temporada 2021. Eles avançaram para as semifinais depois de ficarem em quarto lugar na primeira fase e lideravam o grupo com 10 pontos antes da última rodada. O Fortaleza precisava se manter na liderança para conseguir o acesso, o que conseguiria evitando a derrota para o Bogotá, enquanto ao mesmo tempo Llaneros e Unión Magdalena disputavam sua partida em Villavicencio, com este último time tendo chance de acesso se ganhasse e o Fortaleza perdesse a partida. Apesar de perder a partida para o Bogotá, o Fortaleza estava conseguindo o acesso para Primera A. Já que o Llaneros estava vencendo o jogo, no entanto, dois gols marcados pelo Unión Magdalena nos acréscimos acabaram com as chances de promoção do Fortaleza e desencadearam uma investigação de manipulação de resultados. O Fortaleza entrou com um pedido de anulação do jogo entre Unión Magdalena e Llaneros, porém não foi encontrado nenhum indicio de manipulação.
Fortaleza conseguiu retornar a Primeira A, na temporada 2023, após vencer o Cúcuta Deportivo nas finais do Torneo II e garantindo o primeiro lugar na tabela agregada da temporada. No final, ficou como vice-campeonato perdendo para o Patriotas.

## Campanhas de Destaque
- Categoría Primera B
  - Vice-Campeão (3): 2013, 2015, 2023